# John Gibbon
John Gibbon (Filadélfia, 20 de abril de 1827 — Baltimore, 6 de fevereiro de 1896) foi um oficial de carreira do Exército dos Estados Unidos que lutou na Guerra de Secessão e nas Guerras indígenas.

## Juventude
Gibbon nasceu em Holmesburg, periferia de Filadélfia, Pensilvânia, quarto filho de dez nascidos do casal John Heysham Gibbons e Catharine Lardner Gibbons. Quando Gibbon estava próximo de completar onze anos de idade, a família mudou-se para perto de Charlotte, Carolina do Norte, depois que seu pai assumiu um cargo como avaliador-chefe da Casa da Moeda dos Estados Unidos. Graduou-se pela Academia Militar dos Estados Unidos em 1847 e foi designado para servir na 3ª Divisão de Artilharia dos Estados Unidos com a patente de segundo-tenente. Serviu na Guerra Mexicano-Americana sem ver o combate, tentou manter a paz entre os seminoles e os colonos no sul da Flórida, e ensinou táticas de artilharia em West Point, onde escreveu "O Manual do Artilheiro" em 1859. O manual foi um tratado altamente científico sobre artilharia e foi usado pelos dois lados na Guerra de Secessão. Em 1855, casou com Francis "Fannie" North Moale. Eles tiveram quatro filhos: Frances Moale Gibbon, Catharine "Katy" Lardner Gibbon, John Gibbon, Jr. (que morreu ainda criança) e John S. Gibbon.

## Guerra de Secessão
Quando irrompeu a guerra entre os estados, Gibbon estava servindo como capitão da Bateria B, na 4ª Divisão de Artilharia em Camp Floyd, Utah. Apesar do fato de seu pai ser um senhor de escravos e de que três de seus irmãos, dois cunhados e seu primo J. Johnston Pettigrew servirem no Exército confederado, Gibbon decidiu manter seu juramento à União. Após a chegada em Washington, Gibbon, ainda no comando da 4ª Divisão de Artilharia, tornou-se chefe de artilharia sob o comando do major-general Irvin McDowell. Em 1862, foi nomeado brigadeiro-general dos voluntários e comandou a brigada de ocidentais conhecida como King's Wisconsin Brigade. Gibbon procurou rapidamente conhecer seus comandados e melhorar suas aparências, ordenando-os a usar polainas brancas e o chapéu preto, modelo 1858, do exército regular. Os chapéus lhes valeram o apelido de A Brigada do Chapéu Preto (The Black Hat Brigade). Liderou a brigada na ação contra a famosa Brigada Stonewall do Exército confederado na batalha da Fazenda dos Brawner, um prelúdio para a Segunda Batalha de Bull Run. Gibbon ainda estava no comando da brigada ao executar um forte ataque durante a batalha de South Mountain, onde o major-general Joseph Hooker exclamou que os homens "lutaram como ferro". A partir de então, a brigada ficou conhecida como a "Brigada de Ferro". Gibbon comandou a brigada pela última vez na batalha de Antietam, onde foi forçado a se afastar temporariamente do comando da brigada para pessoalmente guarnecer uma peça de artilharia durante a luta sangrenta em um milharal.

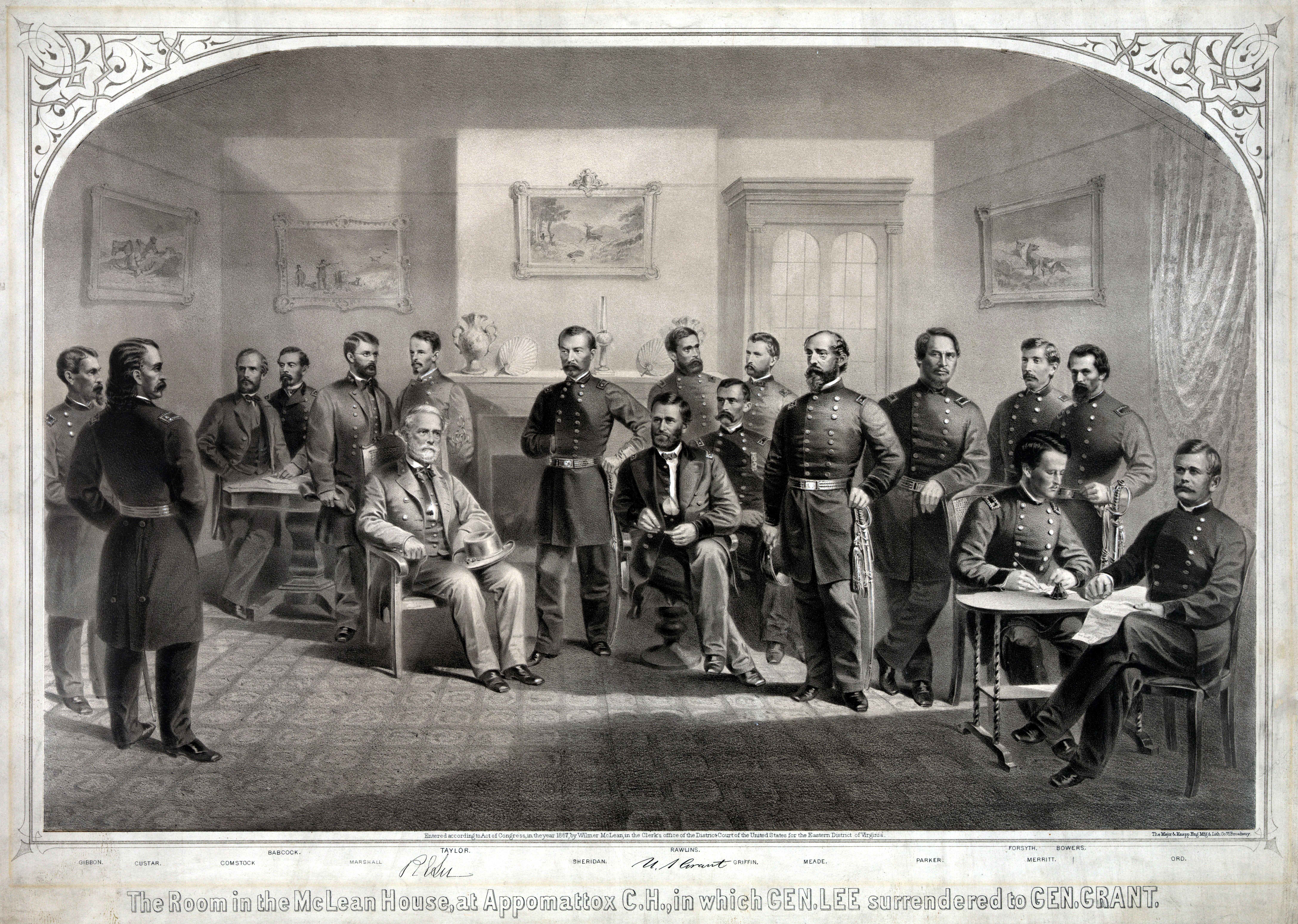
Gibbon (extrema esquerda) na rendição de Lee em Appomattox (Zoom)

Gibbon foi promovido ao comando da 2ª Divisão, do I Corpo de exército na batalha de Fredericksburg, onde foi ferido. O ferimento não era grave, mas infeccionou, e Gibbon teve que permanecer fora de ação por alguns meses. Pouco depois de voltar ao dever soube da morte súbita de seu filho, John Gibbon, Jr. Gibbon retornou para participar da batalha de Chancellorsville, mas sua divisão ficou na reserva e viu pouca ação. Na batalha de Gettysburg, comandou a 2ª Divisão, do II Corpo de exército e, temporariamente, comandou o Corpo, em 1 e 2 de julho de 1863, enquanto o major-general Winfield Hancock foi designado para comandar unidades maiores. No encerramento do conselho de guerra, na noite de 2 de julho, o comandante de exército, major-general George Gordon Meade chamou Gibbon de lado e previu: "Se Lee atacar amanhã, estará em sua frente". E sua divisão suportou o peso dos combates durante a defesa contra o que ficou conhecido como o Assalto de Pickett em 3 de julho, quando Gibbon foi novamente ferido. Enquanto se recuperava dos ferimentos, participou da direção do projeto para a construção de um depósito em Cleveland, Ohio, esteve presente na cerimônia de dedicação do Cemitério Nacional dos Soldados e ouviu o Discurso de Gettysburg de Abraham Lincoln com seu amigo e assistente, o tenente Frank A. Haskell.
Gibbon estava de volta ao comando da 2ª Divisão nas batalhas do Wilderness, Spotsylvania Court House, e Cold Harbor. Durante o Cerco de Petersburg, Gibbon ficou desanimado quando suas tropas se recusaram a lutar em estação de Ream. Comandou por um curto período o XVIII Corpo de exército antes de sair em licença médica, mas seu serviço era muito valioso, e retornou para comandar o recém-criado XXIV Corpo de exército no Exército do James. Suas tropas ajudaram conseguir o avanço decisivo em Petersburg, capturando o Forte Gregg, que fazia parte das defesas confederadas. Liderou suas tropas durante a Campanha de Appomattox e bloqueou a rota de fuga confederada na batalha de Appomattox Court House. Foi um dos três comissários para a rendição confederada.

## Guerras indígenas
Gibbon permaneceu no exército após a guerra. Reverteu para a patente do exército regular de coronel e esteve no comando da infantaria em Fort Ellis, no Território de Montana, durante a campanha contra os sioux em 1876. Gibbon, o general George Crook, e o general Alfred Terry estavam realizar uma campanha coordenada contra os sioux e os cheyennes, porém, Crook foi chamado de volta para lutar na batalha do Rosebud, e Gibbon não estava por perto quando o tenente-coronel George Armstrong Custer atacou uma aldeia muito grande nas margens do rio Little Bighorn. A batalha do Little Bighorn resultou nas mortes de Custer e de cerca de 261 de seus homens. A aproximação de Gibbon em 26 de junho, provavelmente salvou as vidas de várias centenas de homens sob o comando do major Marcus Reno, que ainda estavam sob cerco. Gibbon chegou no dia seguinte e ajudou a enterrar os mortos e transportar os feridos.
Gibbon estava ainda no comando em Montana, no ano seguinte, quando recebeu um telegrama do general Oliver O. Howard para atacar os nez perce, que estavam acampados ao longo do rio Big Hole na região oeste de Montana. Na batalha do Big Hole as forças de Gibbon infligiram pesadas baixas, mas ficaram cercados pelo fogo dos franco-atiradores indígenas. Gibbon manteve-se à distância dos guerreiros até que as forças do general Howard chegassem atrasadas no segundo dia de batalha e os expulsaram.

## Final de carreira e aposentadoria
Gibbon serviu temporariamente como comandante do Departamento do Platte em 1884. Foi promovido a brigadeiro-general no exército regular em 1885 e assumiu o comando do Exército do Noroeste do Pacífico. Colocou Seattle, Washington, sob lei marcial durante os motins anti-chineses de 1886. Gibbon foi obrigado a deixar o serviço ativo devido às restrições de idade em 1891.
Gibbon atuou como presidente da Associação da Brigada de Ferro, e comandante em chefe da Ordem Militar da Legião Leal dos Estados Unidos de outubro de 1895 até sua morte no ano seguinte. Fez também o discurso de entrega dos diplomas para a turma de West Point de 1886.

## Morte e legado
John Gibbon morreu em Baltimore, Maryland, e está sepultado no Cemitério Nacional de Arlington. Além do seu famoso e influente "Manual do Artilheiro" de 1859, é o autor de "Lembranças Pessoais da Guerra Civil" (publicado postumamente em 1928) e "Aventuras na Fronteira Ocidental" (também póstumo, 1994), juntamente com muitos artigos em revistas e jornais, geralmente recontando seu tempo no Teatro Ocidental e fornecendo suas opiniões sobre a política do governo para com os nativos americanos.
Em 3 de julho de 1988, por ocasião do 125º aniversário da Batalha de Gettysburg, uma estátua de bronze de John Gibbon foi dedicada no Parque Militar Nacional de Gettysburg, perto do local onde ele foi ferido durante o Assalto de Pickett.
A cidade de Gibbon no centro-sul de Minnesota recebe esse nome em sua homenagem, assim como Gibbon no Oregon. O rio e a cachoeira Gibbon no Parque Nacional de Yellowstone também leva o seu nome após sua expedição lá em 1872.

## Na mídia popular
Gibbon foi retratado no filme Gettysburg por Emile O. Schmidt.

## Leituras adicionais
- Gibbon, John. Gibbon on the Sioux Campaign of 1876. Bellevue, NV: The Old Army Press, 1970. OCLC 2806703.
- Gibbon, John. Personal Recollections of the Civil War. Nova Iorque: G.P. Putnam's Sons, 1928. OCLC 1662008.
- Nolan, Alan T., e Sharon Eggleston Vipond, eds. Giants in their Tall Black Hats: Essays on the Iron Brigade. Bloomington: Indiana University Press, 1998. ISBN 0-2533-3457-8.